# Castelul Wessélenyi din Chiochiș

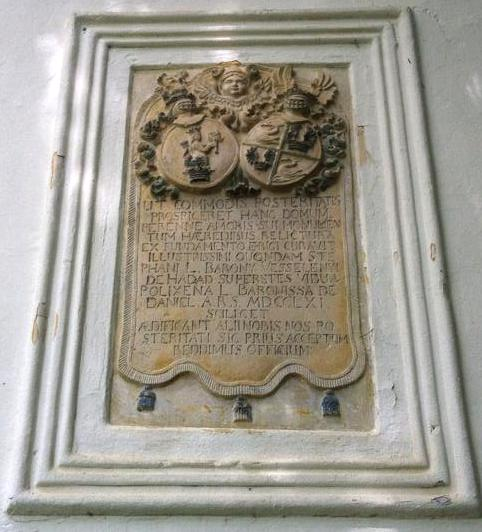
Blazon nobiliar

Castelul Wessélenyi este un monument istoric aflat pe teritoriul satului Chiochiș; comuna Chiochiș, județul Bistrița-Năsăud.

## Istoric
Familia nobiliară maghiară Wessellenyi a ocupat diferite demnități în istoria Transilvaniei, Ungariei și a Poloniei. Datorită implicării în răscoala curuților și-a pierdut celelate domenii, păstrându-le doar pe cele din Transilvania. O parte din familie a rămas în Hodod, altă parte în Gârceiu, iar Istvan Wesselenyi s-a stabilit în Jibou, unde a început construirea renumitului castel în stil baroc, terminat de urmașii săi și  transformat într-un centru economic, cultural, artistic și de cercetare și formare profesională în domeniul agriculturii.
Castelul de vânătoare de la Chiochiș a fost ridicat în anul 1761 și este strâns legat de numele baronesei Polixenia Daniel, a cărei figură se și regăsește pe un panou de piatră dintr-o latură a castelului.  Aceasta era soția lui Miklos Wesselenyi, iar unii istorici susțin că acest castel ar fi fost ridicat în cinstea ei, alții afirmă că a fost ridicat la ordinul acesteia pentru văduva lui Istvan Wesselenyi.
Castelul s-a aflat la un moment dat în proprietatea statului ungar, în 1888 a găzduit Biroul de Carte Funciară, apoi clădirea Tribunalului Districtual.
După ce a fost naționalizat de statul român, castelul a ajuns sediu de CAP, iar după Revoluție a găzduit un han, într-o altă parte a clădirii erau amenajate locuințe. Subsolul generos a fost folosit la un moment dat ca spațiu de procesare a laptelui și carmangerie.
Actualii proprietari doresc să îl vândă cuiva care ar avea puterea financiară de a-l restaura și pune în circuitul turistic.

## Trăsături
Castelul de vânătoare Wesselenyi din Chiochiș este ridicat pe o culme de deal, pe un singur nivel. Avea peste 20 de încăperi cu diferite funcționalități, desfășurate pe 963 metri pătrați, în timp ce subsolul ocupa 483 de metri pătrați. Este înconjurat de o grădină întinsă pe 7900 metri pătrați.

## Imagini

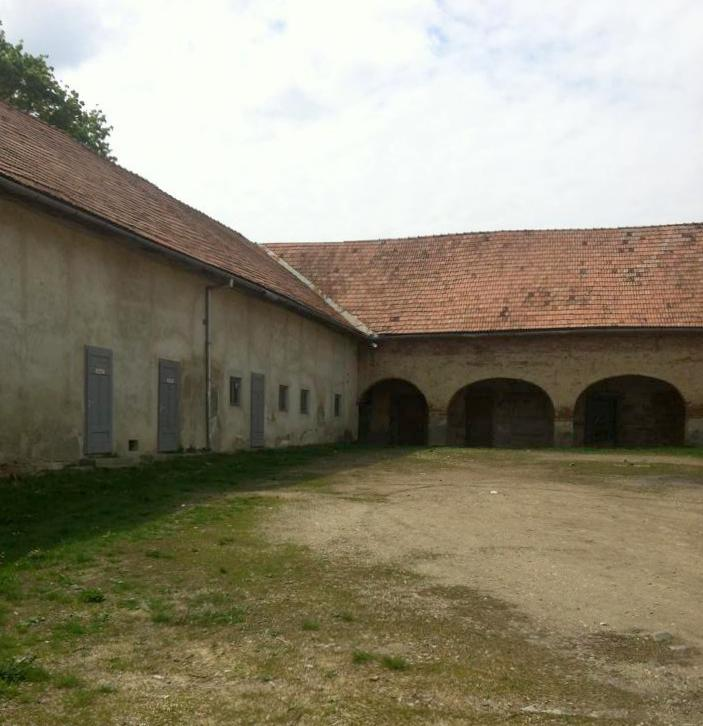
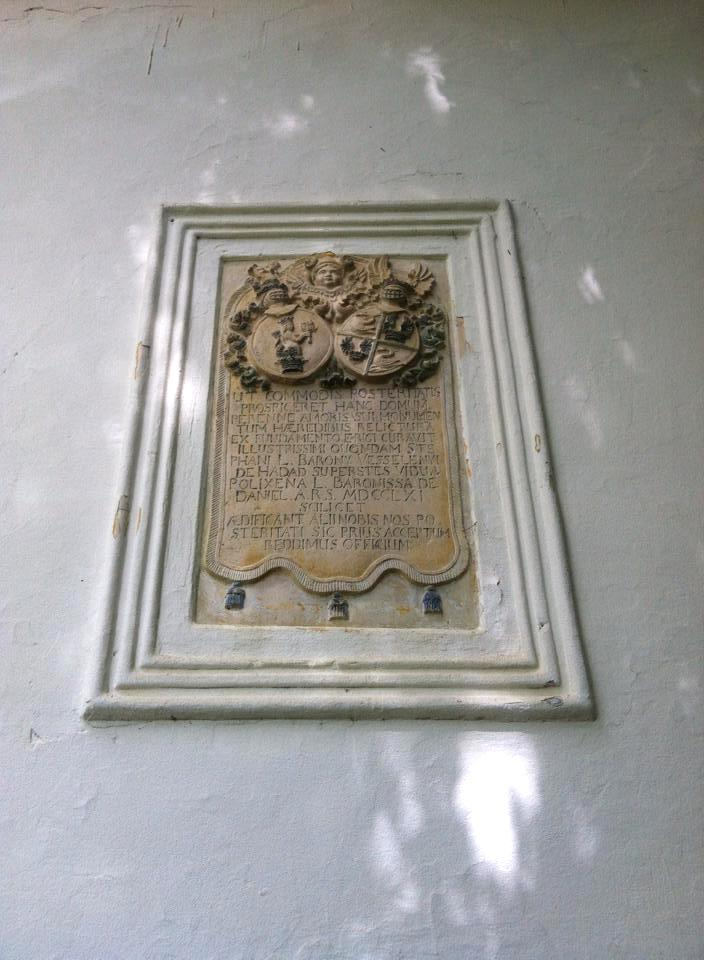
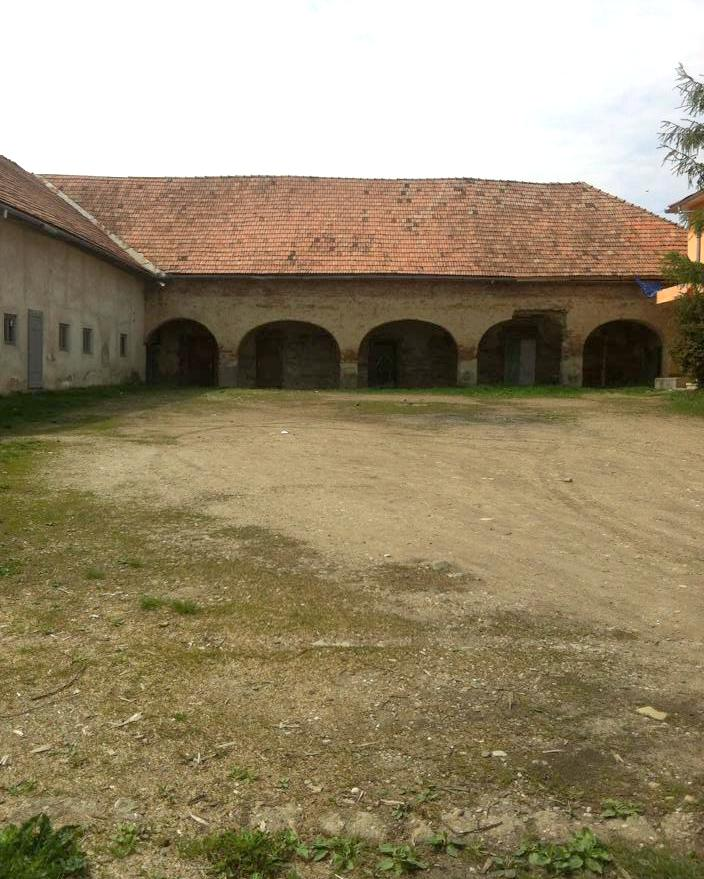
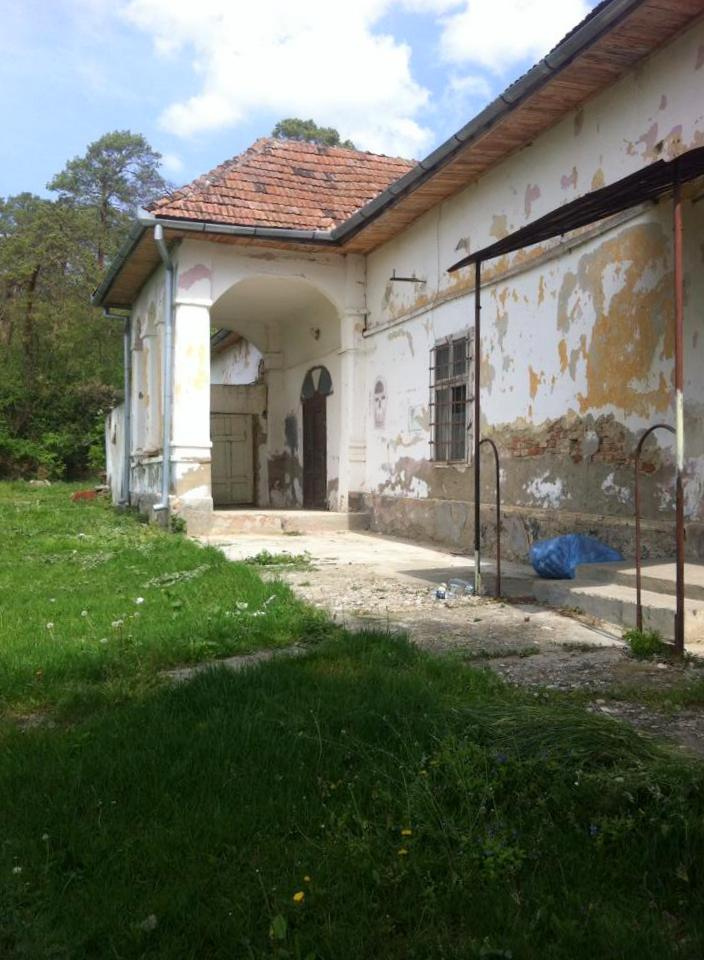
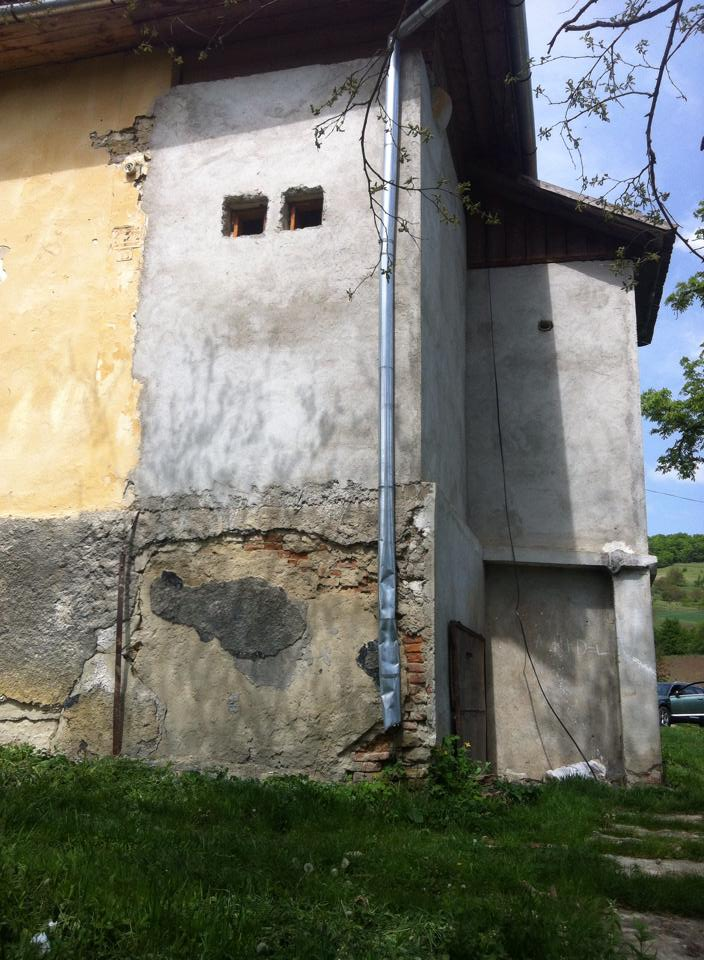
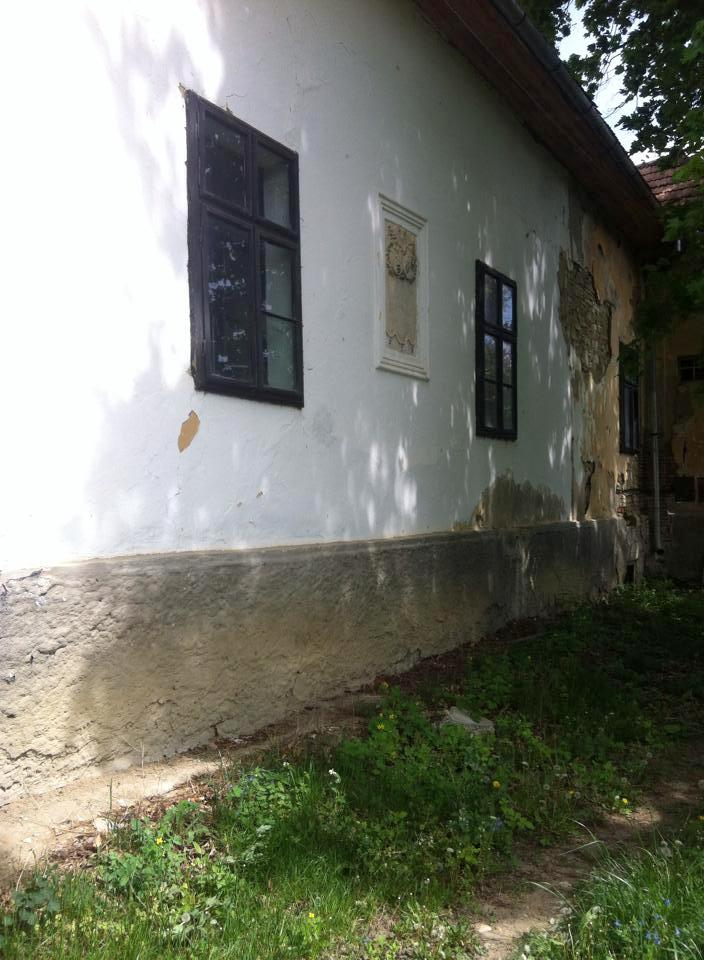
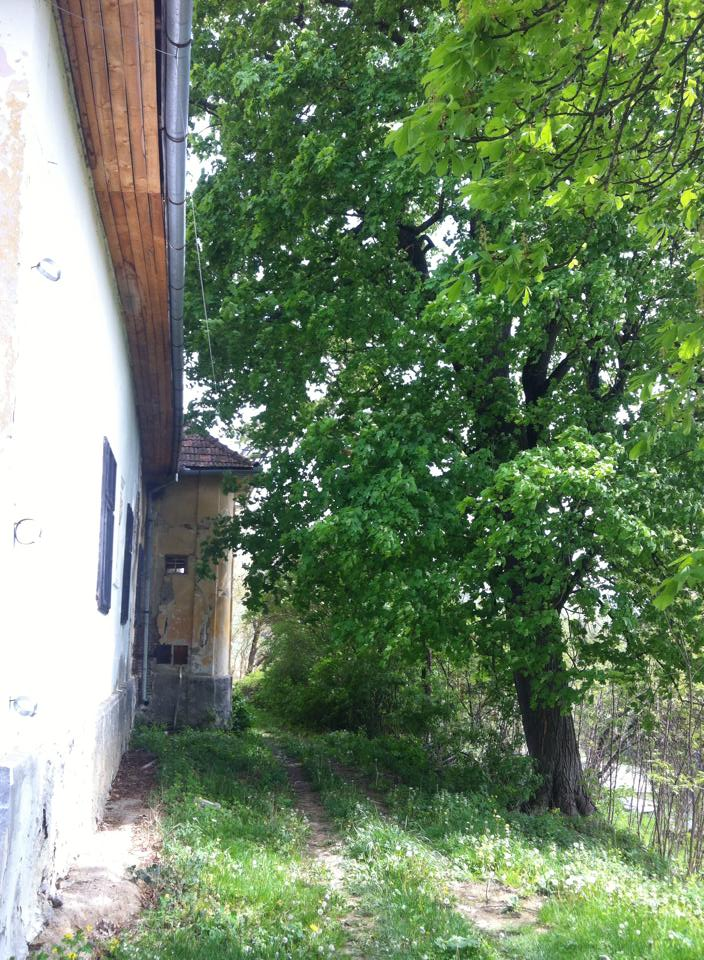
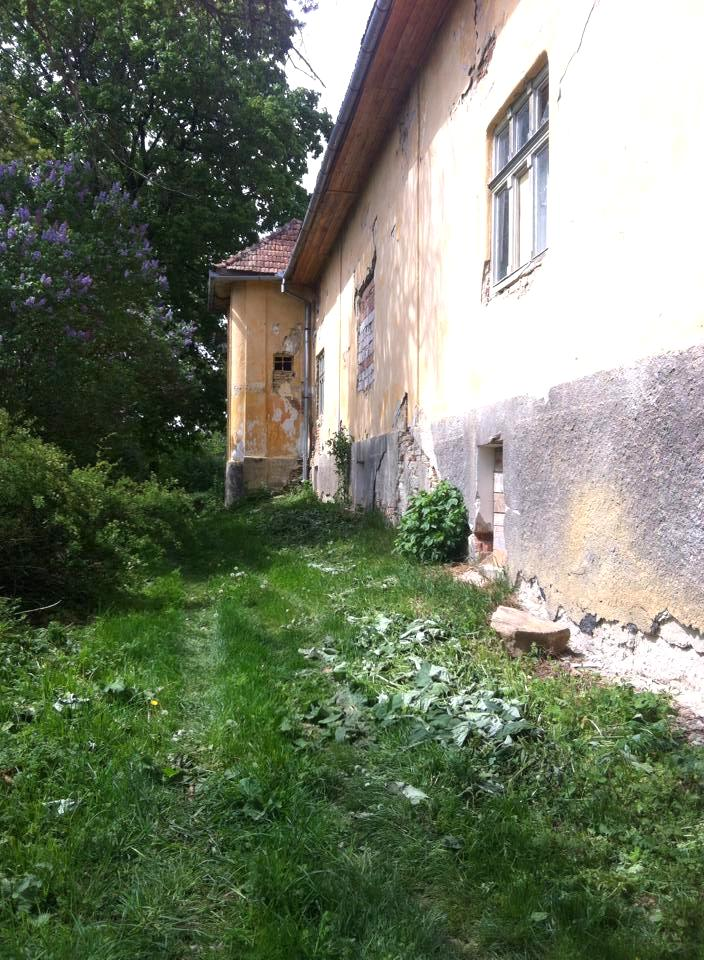
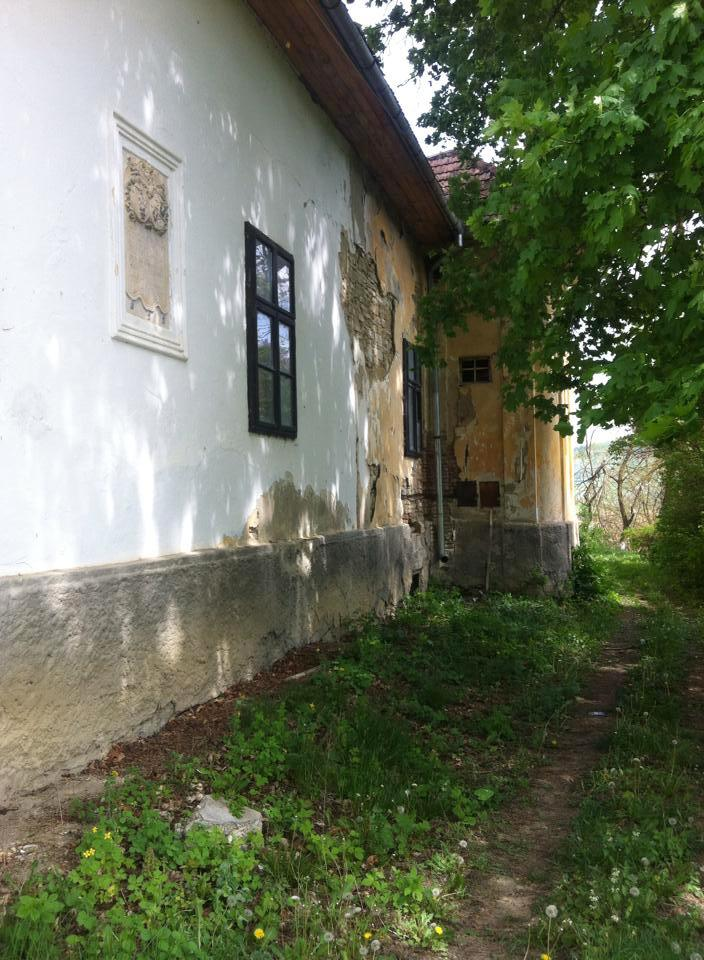
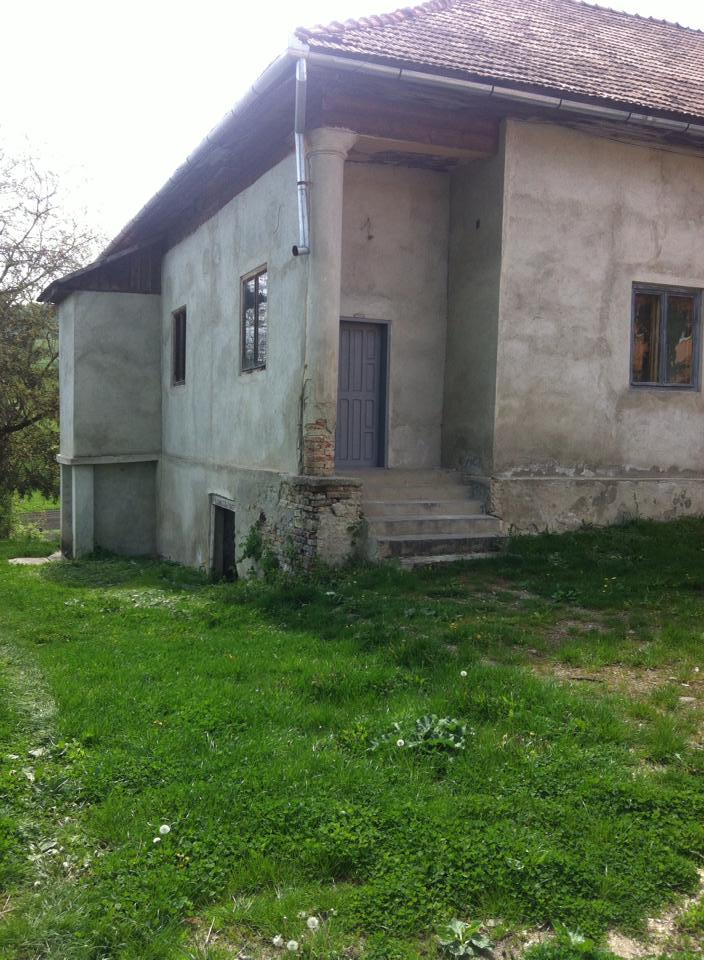
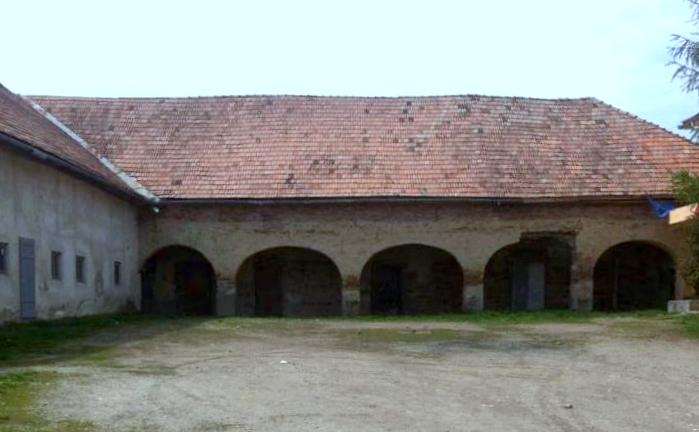

## Vezi și
- Chiochiș, Bistrița-Năsăud